# Hosseiniyeh Ershad

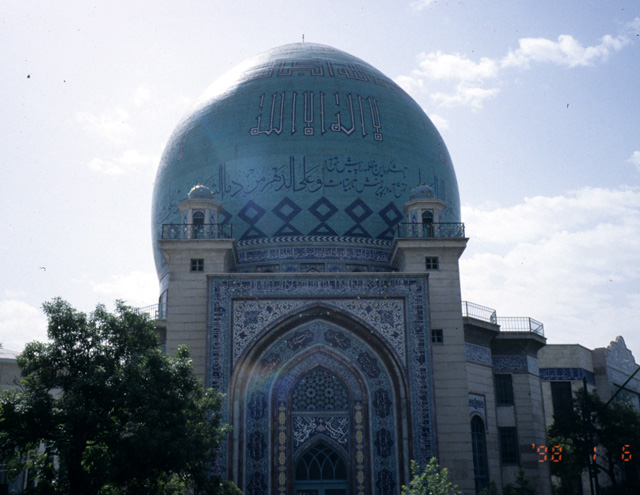
Hosseiniyeh Ershad sett från "Shariati-avenyn"

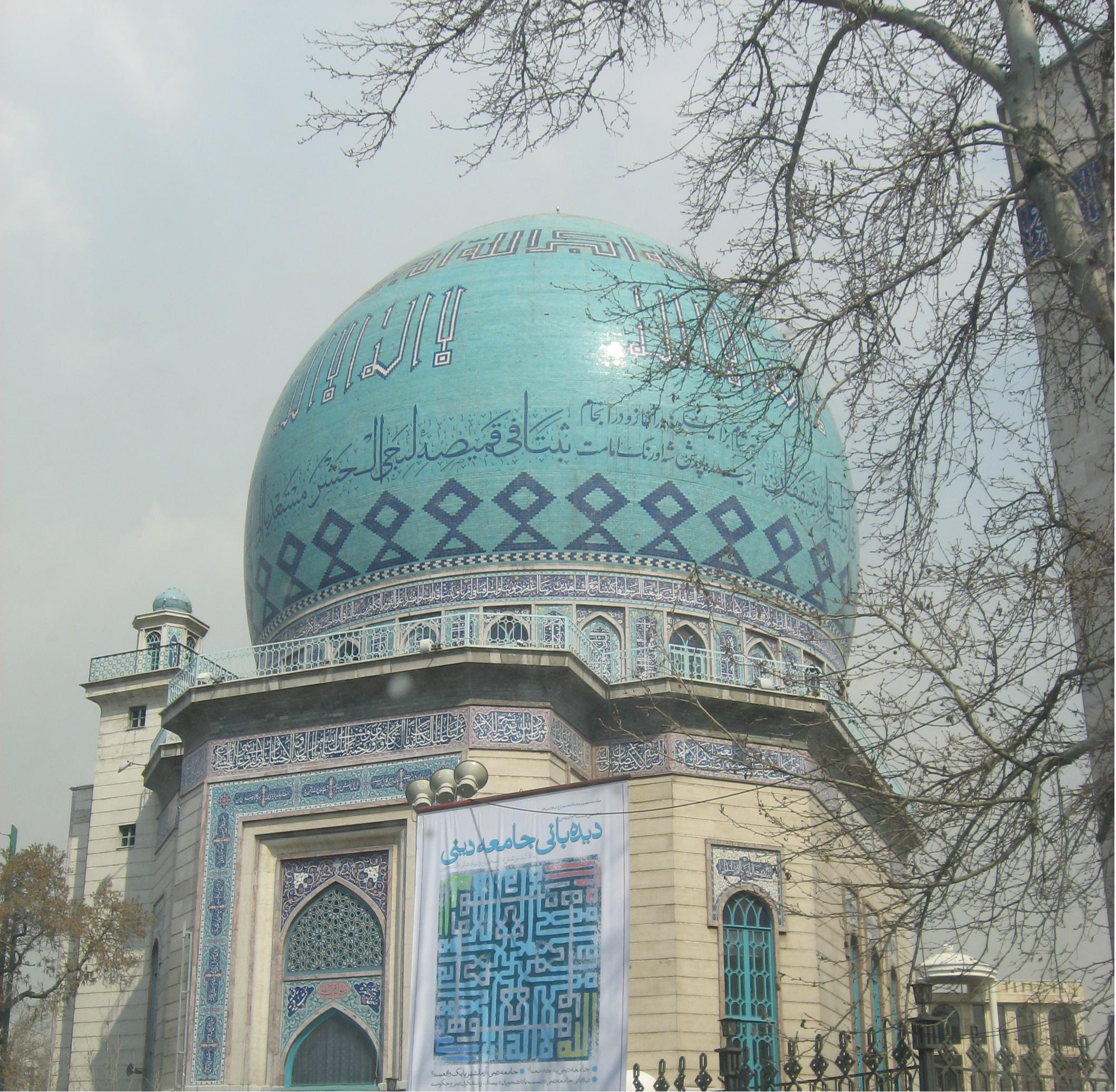

Hosseinieh Ershad eller Hosseiniyeh Ershad (persiska: حسینیه ارشاد) är ett religiöst institut och sorghus i Teheran i Iran. Institutet är inrymt i en stor, kupoltäckt hall, och används för föreläsningar om historia, kultur, samhälle och religion. Hosseiniyeh Ershad byggdes av en medlem av den mycket framstående familjen Homayounfar.
Vid anläggningen finns också ett stort offentligt bibliotek med mestadels religiös litteratur där de flesta besökare är studenter.
Dr Ali Shariati, ofta kallad "den iranska revolutionens ideolog", höll många av sina Pahlavi-fientliga anföranden i Hosseiniyeh Ershad före revolutionen. Mir-Hossein Mousavi (under pseudonymen Hossein Rah'jo) och hans fru Zahra Rahnavard visade konstverk där under samma period.